# Gelis popofensis
Gelis popofensis là một loài tò vò trong họ Ichneumonidae.